# دمیترو ایوانیسنایا
دمیترو ایوانیسنایا (اوکراینی: Дмитро Олександрович Іванісеня؛ زادهٔ ۱۱ ژانویهٔ ۱۹۹۴) بازیکن فوتبال اهل اوکراین است.
از باشگاه‌هایی که در آن بازی کرده‌است می‌توان به باشگاه فوتبال شاختار دونتسک، باشگاه فوتبال کریلیا سووتوف سامارا، و باشگاه فوتبال ماریوپول اشاره کرد.
وی همچنین در تیم‌های ملی فوتبال Ukraine national under-16 football team، زیر ۲۱ سال اوکراین، و اوکراین بازی کرده‌است.